# Jacob N. Israelachvili
Jacob Nissim Israelachvili FRS (* 19. August 1944 in Tel Aviv; † 20. September 2018 in Santa Barbara) war ein israelischer Physiker, Chemieingenieur und Professor für Chemieingenieurwesen an der University of California, Santa Barbara.

## Leben
Israelachvili wurde in Tel Aviv geboren und im Alter von sieben Jahren auf ein englisches Internat geschickt. Nach seinem Schulabschluss kehrte er nach Israel zurück, um seinen Militärdienst abzuleisten, ehe er erneut nach England ging, um an der University of Cambridge Physik zu studieren. Am Christ’s College erhielt er 1972 seinen Ph.D. in Physik. Er war bis 1974 wissenschaftlicher Mitarbeiter am Institut für Biophysik der Universität Stockholm und am Karolinska-Institut.
Anschließend zog er nach Australien, um eine Stelle an der Forschungsschule für Physikwissenschaften und der Forschungsschule für Biologiewissenschaften der Australian National University in Canberra anzunehmen, wo er von 1974 bis 1977 arbeitete. An der gleichen Universität war er für die Abteilungen der angewandten Mathematik und der Neurobiologie tätig.
Später zog er nach Kalifornien, wo er von 1986 bis zu seinem Tod am 20. September 2018 an der University of California, Santa Barbara tätig war.

## Forschung
Jacob Israelachvili forschte über molekulare und Grenzflächenkräfte. Seine Arbeit ist auf viele industrielle und wissenschaftliche Probleme anwendbar. Insbesondere hat er zum Verständnis kolloidaler Dispersionen, biologischer Systeme und polymertechnischer Anwendungen beigetragen. Er untersuchte Grenzflächenphänomene, die Physik dünner Filme und Fragen der Rheologie und Tribologie von Oberflächen.
Israelachvili entwickelte verschiedene Techniken zur statischen und dynamischen Messung der Molekular- und Materialeigenschaften von Dämpfen, Flüssigkeiten und Oberflächen. Er entwickelte eine empfindliche Apparatur zur Messung der Grenzflächenkräfte. Bei diesem Instrument werden vorsichtig zwei Oberflächen (gewöhnlich mit einem Lösungsmittel wie Wasser angefeuchtet) aneinander angenähert und die Anziehungs- und Abstoßungskraft zwischen ihnen gemessen. Mithilfe der piezoelektrischen Positionsbewegung und optischer Interferometrie zur Positionserfassung kann das Instrument Entfernungen bis auf eine Genauigkeit von 0,1 Nanometer und Kräfte im Bereich von 10−8 N auflösen. Die Technik ähnelt der Messung der Wechselwirkungskraft zwischen einem Rasterkraftmikroskop und der Oberfläche der Probe, wobei die von Israelachvili entwickelte Apparatur Kräfte über eine wesentlich größere Entfernung messen kann und auf die Interaktion von zwei Oberflächen spezialisiert ist (im Gegensatz zu Spitze-Oberfläche- oder Molekül-Oberfläche-Messungen). Die Ergebnisse der Untersuchung können zur Charakterisierung der Natur zwischenmolekularer Potentiale und anderer molekularer Eigenschaften genutzt werden.
Israelachvili ist Autor des Buches „Intermolecular and Surface Forces“, das bei Academic Press erschien. Darin werden die grundlegenden Konzepte und Gleichungen für intermolekulare und Grenzflächenkräfte beschrieben.
Er gründete außerdem das Unternehmen SurForce, das sich auf die Erforschung der Wechselwirkung von Oberflächenkräften und die Herstellung der von Israelachvili entwickelten Apparatur spezialisiert hat.

## Auszeichnungen und Ehrungen
- ACS Award in Colloid and Surface Chemistry (2009)
- AICHE: Einer der „einhundert Chemieingenieure der modernen Ära“ (2008)
- Ehrendoktortitel der University of South Florida (2007)
- Ehrendoktortitel der ETH Zürich (2006)
- Schlumberger Visiting Professor – University of Oxford, UK (2005)
- MRS Medal für seine Arbeit über Adhäsion und Reibung (2004)
- Wahl zum Mitglied der National Academy of Sciences im Gebiet der Ingenieurwissenschaft (2004)
- Wahl zum Mitglied der American Physical Society im Gebiet der biologischen Physik (2004)
- Adhesion Society Award für „Exzellenz in der Adhäsionswissenschaft“ (2003)
- Mitglied der Royal Society (1988)
- Matthew Flinders Medal and Lecture (1986)
- David Syme Research Prize (1983)
- Wahl zum Mitglied der Australian Academy of Science (1982)
- Pawsey Medal (1977)